# Tour dei British and Irish Lions 1903
Il Tour dei British and Irish Lions 1903 fu il quinto tour di una squadra interbritannica di rugby e il terzo in Sudafrica. Viene retroattivamente considerato come un tour dei British and Irish Lions, denominazione adottata ufficialmente solo nel 1950.
Guidatati dallo scozzese Mark Coxon Morrison e gestiti da Johnny Hammond, il team disputò un tour che si articolò su 22 match. Tre di questi sono considerati come test match contro il Sudafrica. I Lions pareggiarono i primi due e persero il terzo.
Avendo perso solo un match nei 40 incontri disputati nei due precedenti tour, il team dei Lions venne severamente provato dalle squadre sudafricane. Dei 22 match giocati, ne furono vinti 11, pareggiati 3 e persi 8.

## La squadra
- Manager: Johnny Hammond

Trequarti
- Edward Montague Harrison (Guy's Hospital)
- Alfred Hind (Cambridge University)
- Ian Davidson (North of Ireland RFC)
- Gilbert Collett (Gloucestershire)
- Reg Skrimshire (Newport)
- E. F. Walker (Lennox)
- Louis Leisler Greig (United Servicesa)
- John Imrie Gillespie] (Edinburgh Academicals)
- Robert Miln Neill (Edinburgh Academical)
- Patrick Hancock (Richmond)

Avanti
- Mark Coxon Morrison (Royal HSFP) (cap.)
- David Bedell-Sivright (Cambridge University)
- William Patrick Scott (Cambridge University)
- William Cave (Cambridge University)
- J.C. Hosack (Edinburgh Wanderers)
- R. S. Smyth (Dublin University)
- A. Tedford (Malone RFC)
- Joseph Wallace (Wanderers)
- James Wallace (Wanderers)
- Frank Stout (Richmond)
- Thomas Alexander Gibson (Cambridge University)

## Risultati
(nota: I match di questa stagione vengono decisi sulla base dei punti segnati. Una meta valeva 3 punti, la sua trasformazione altri due. La realizzazione di un calcio di punizione: tre punti. Il drop e il calcio da mark: 4 punti. 
| Città del Capo 9 luglio 1903 | Western Prov. Country | 13 – 7 | Gran Bretagna XV |  |

| Città del Capo 11 luglio 1903 | Western Prov.Town | 12 – 3 | Gran Bretagna XV |  |

| Città del Capo 13 luglio 1903 | Western Province | 8 – 4 | Gran Bretagna XV |  |

| Port Elizabeth 18 luglio 1903 | Porth Elizabeth | 0 – 13 | Gran Bretagna XV |  |

| Port Elizabeth 20 luglio 1903 | Eastern Province | 0 – 12 | Gran Bretagna XV |  |

| Grahamstown 22 luglio 1903 | Grahamstown | 7 – 28 | Gran Bretagna XV |  |

| King Williams Town 25 luglio 1903 | King Williams Town | 3 – 37 | Gran Bretagna XV |  |

| East London 27 luglio 1903 | East London | 5 – 7 | Gran Bretagna XV |  |

| Kimberley 1º agosto 1903 | Griqualand West | 11 – 0 | Gran Bretagna XV |  |

| Kimberley 4 agosto 1903 | Griqualand West | 8 – 6 | Gran Bretagna XV |  |

| Johannesburg 8 agosto 1903 | Transvaal | 12 – 3 | Gran Bretagna XV |  |

| Pretoria 11 agosto 1903 | Pretoria | 3 – 15 | Gran Bretagna XV |  |

| Pietermaritzburg 13 agosto 1903 | Pietermaritzburg | 0 – 15 | Gran Bretagna XV |  |

| Durban 15 agosto 1903 | Durban | 0 – 22 | Gran Bretagna XV |  |

| Johannesburg 19 agosto 1903 | Witwatersrand | 0 – 12 | Gran Bretagna XV |  |

| Johannesburg 22 agosto 1903 | Transvaal | 14 – 4 | Gran Bretagna XV |  |

| Arbitro: | WP Donaldson |

|              |    |                  |
| Dobbin, Frew | mt | Cave, Skrimshire |
| Heatlie (2)  | tr | Gillespie (2)    |

| Bloemfontein 29 agosto 1903 | Orange River Colony | 16 – 17 | Gran Bretagna XV |  |

| Kimberley 2 settembre 1903 | Griqualand West | 5 – 11 | Gran Bretagna XV |  |

| Kimberley 5 settembre 1903 | Sudafrica | 0 – 0 | Gran Bretagna | Athletic Ground, (5,000 spett.)\| Arbitro: \| PW Day \| |
| Arbitro:                   | PW Day    |       |               |                                                         |

| Città del Capo 10 settembre 1903 | Western Province | 3 – 3 | Gran Bretagna XV |  |

| Arbitro: | JH Anderson |

|             |    |  |
| Barry, Reid | mt |  |
| Heatlie     | tr |  |